# Hugh Gaitskell

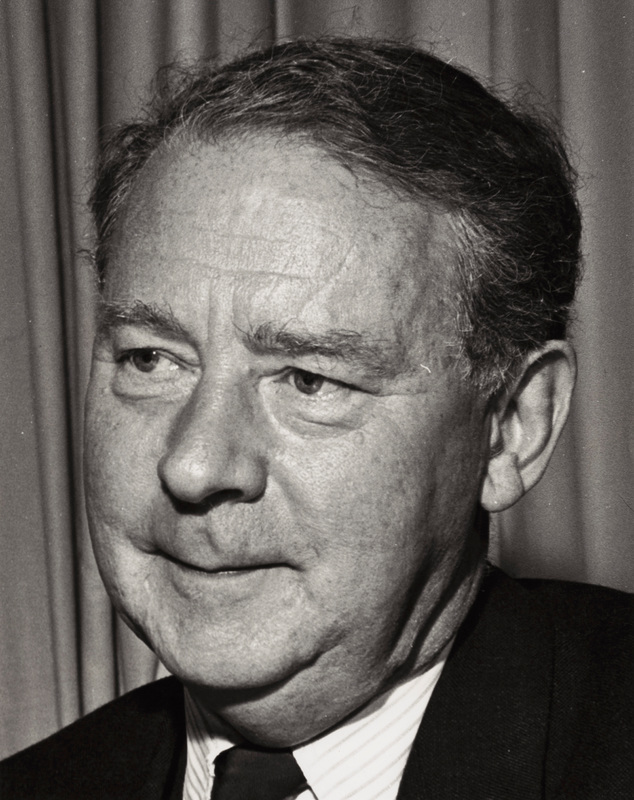
Gaitskell em 1961

Hugh Todd Naylor Gaitskell (9 de abril de 1906 - 18 de janeiro de 1963) foi um político britânico que serviu como líder do Partido Trabalhista e líder da oposição de 1955 até sua morte em 1963.

## Carreira
Professor de economia e funcionário público durante a guerra, foi eleito para o Parlamento em 1945 e ocupou cargos nos governos de Clement Attlee, notavelmente como Ministro do Combustível e Poder após o inverno amargo de 1946-47, e eventualmente se juntando ao Gabinete como Chanceler do Tesouro. Diante da necessidade de aumentar os gastos militares em 1951, ele impôs taxas do Serviço Nacional de Saúde sobre dentaduras e óculos, levando o líder de esquerda Aneurin Bevan a renunciar ao gabinete.
A semelhança percebida em sua visão com a de seu colega do Partido Conservador, Rab Butler, foi apelidada de "Butskellismo", inicialmente um termo satírico que mistura seus nomes, e foi um aspecto do consenso do pós-guerra através do qual os principais partidos concordaram amplamente sobre os principais pontos da política interna e externa até a década de 1970. Com os trabalhistas na oposição a partir de 1951, Gaitskell venceu amargas batalhas de liderança com Bevan e seus apoiadores para se tornar o líder do Partido Trabalhista e líder da oposição em 1955. Em 1956, ele se opôs ao uso da força militar pelo governo do Éden em Suez. Em um cenário de uma economia em expansão, ele levou o Partido Trabalhista à sua terceira derrota consecutiva nas eleições gerais de 1959.
No final da década de 1950, sob a oposição dos principais sindicatos, tentou em vão remover a Cláusula IV da Constituição do Partido Trabalhista, que obrigava os trabalhistas à nacionalização de todos os meios de produção. Ele não rejeitou totalmente a propriedade pública, mas também enfatizou os objetivos éticos de liberdade, bem-estar social e, acima de tudo, igualdade, e argumentou que eles poderiam ser alcançados por políticas fiscais e sociais dentro de uma economia mista. Suas visões revisionistas, na ala direita do Partido Trabalhista, às vezes eram chamadas de gaitskellismo.
Apesar desse revés, Gaitskell reverteu uma tentativa de adotar o desarmamento nuclear unilateral como política do Partido Trabalhista e se opôs à tentativa do primeiro-ministro Harold Macmillan de levar o Reino Unido ao Mercado Comum Europeu. Ele era amado e odiado por sua liderança conflituosa e franqueza brutal. Ele morreu repentinamente em 1963, quando parecia estar prestes a levar os trabalhistas de volta ao poder e se tornar o próximo primeiro-ministro.